# El castell
|  | Per a altres significats, vegeu «El Castell». |

El castell (en alemany Das Schloss) és una novel·la inacabada de Franz Kafka. El text s'acaba enmig d'una frase; Kafka n'havia abandonat l'escriptura onze mesos abans de la seua mort el 1924. Va ser publicat pòstumament el 1926 en una edició de Max Brod.
En esta novel·la, el personatge principal, K. (com en El procés), de qui no se sap res, arriba a un poble situat al peu d'un castell. La resta de la història conta els esforços desesperats de K. per acomplir la seua feina d'agrimensor, en va.
Els estudiosos de Kafka continuen cercant la «clau» de l'obra, la resposta a la qüestió «Què ha volgut dir?» va conduir a diverses interpretacions. Segons Alejandro Dardik, editor de la traducció catalana «Hi ha més literatura sobre El castell que lectures», «és un llibre molt comprat…però poc llegit». Hi ha qui hi veuen una metàfora de l'estat i de l'administració —de la seua distància i rigidesa—; d'altres, més metafísics, veuen en eixe castell inaccessible una representació del paradís, mentre que el personatge es trobaria en una mena de purgatori; el laberint burocràtic del castell també podria representar la confusió mental sense eixida que hi ha en tots els éssers humans.
| «                                               | …la millor [obra] d'un dels millors escriptors en llengua alemanya del segle xx. | » |
| — Joan Ferrarons, 2019, citat per Gerard E. Mur |                                                                                  |   |

## Traduccions i interpetacions

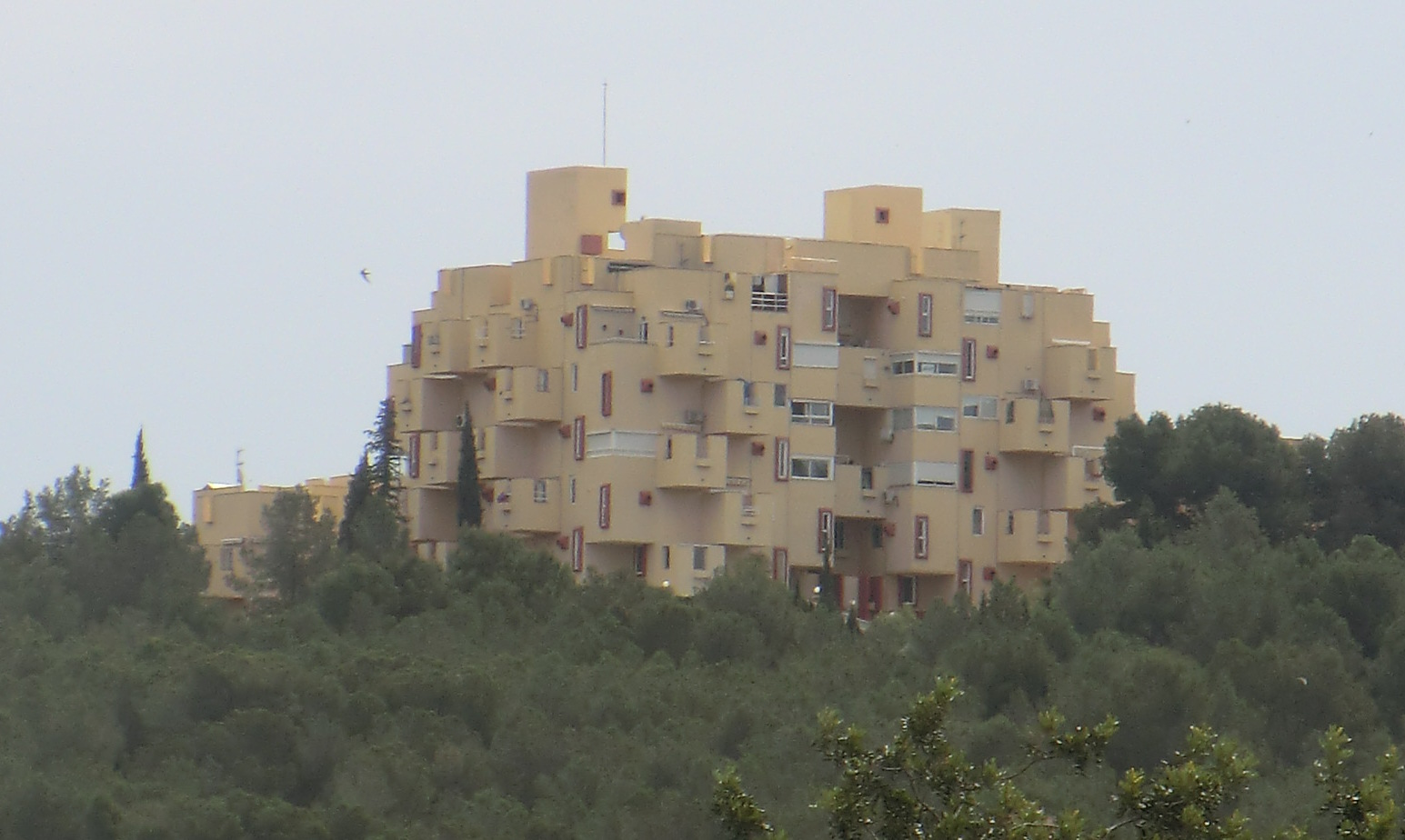
Edifici «El Castell de Kafka» per Ricard Bofill i Leví

En català se n'han publicades dues traduccions. La primera, de Lluís Solà es feu el 1971 a partir de la tercera edició a cura de Max Brod. La versió alemanya editada per Brod va ser molt criticada, perquè hi va aportor moltes correccions i canvis d'estil, que filòlegs i editors ulteriors van considerar com inapropiats.
La nova edició de Joan Ferrarons, que hi va treballar de 2016 a 2018 va parèixer el 2019. Parteix de la versió manuscrita de l'autor, fixada en l'edició crítica del manuscrit per Malcolm Paisley el 1982, avui considerada com a «canònica».
A Sant Pere de Ribes, el taller d'Arquitectura de Ricard Bofill i Leví va crear un immoble de pisos batejat «El Castell de Kafka» (1966-1968).